# Jaanek Lips
Jaanek Lips (ur. 13 marca 1977) – estoński zapaśnik walczący przeważnie w stylu wolnym. Zajął dziewiętnaste miejsce na mistrzostwach świata w 2002. Ósmy na mistrzostwach Europy w 2003. Brązowy medalista mistrzostw nordyckich w 2000 roku.